# Jhorahat
Jhorahat (nepalski: झोराहाट) – gaun wikas samiti we wschodniej części Nepalu w strefie Kośi w dystrykcie Morang. Według nepalskiego spisu powszechnego z 2001 roku liczył on 1001 gospodarstw domowych i 4844 mieszkańców (2387 kobiet i 2457 mężczyzn).